# Marianna Gibran
Marianna Gibran (1885-1972)  fue hermana de Gibran Kahlil Gibran, poeta y pintor de origen libanés.  

## Trayectoria
La familia emigró a Boston. Tras la muerte de la hermana menor, Sultana en 1902, le siguieron su medio hermano mayor Boutros y su madre Kamileh el 28 de junio de 1903. Tras estas muertes, Marianna y Gibran crearon una relación muy cercana. No contrajo nupcias, y se dedicó a cuidar a su hermano Gibran, con el cual se estableció una comunicación muy particular, entre costura y la correspondencia. " ...Muy joven Marianna había aprendido el oficio de costurera y durante toda su vida le confeccionó las prendas a su adorado Gibran..."
A la muerte de su hermano Gibran Kahlil Gibran en Nueva York, en 1931,  heredó una gran colección de correspondencia, manuscritos, pinturas, dibujos y efectos personales. Sobrevivió a Gibran 41 años en la que resguardo gran parte del acervo que hoy se encuentra en la colección de Museo Soumaya.